# Kickin’ and Screamin’
Kickin’ and Screamin’ ist das vierte Album des US-amerikanischen Rappers Krizz Kaliko. Es erschien am 15. Mai 2012 über das Independent-Label Strange Music.

## Titelliste
1. Intro (Skit) (feat. Scenario) – 0:20
2. Dancin' with Myself – 3:23
3. Kali Baby – 2:57
4. Kill Shit (feat. Tech N9ne und Twista) – 4:00
5. Mayday (feat. Chamillionaire und Rittz) – 4:21
6. Dumb for You (feat. T-Pain) – 2:30
7. Spaz (feat. Tech N9ne) – 3:21
8. Dixie Cup (feat. Big Scoob und Twiztid) – 4:12
9. Abu Dhabi (feat. 816 Boyz) – 3:26
10. Species – 3:14
11. Can't Be the Only One (feat. Tech N9ne) – 4:52
12. Created a Monster – 4:14
13. Hello Walls (feat. Tech N9ne) – 3:44
14. Wannabe (feat. Twiztid) – 5:50
15. Unstable – 3:56
16. Dream of a King (fea. ¡Mayday! und Prozak) – 4:12
17. Stay Alive (feat. Big Scoob) – 3:52

## Rezeption

### Charts
Kickin’ and Screamin’ erreichte Platz 43 der US-amerikanischen Billboard 200. Damit ist es das erfolgreichste der fünf bislang veröffentlichten Soloalben Kalikos. Es konnte sich nur eine Woche in den Album-Charts positionieren.

### Kritik
Die E-Zine Laut.de bewertete Kickin’ and Screamin’ mit vier von möglichen fünf Punkten. Aus Sicht der Redakteurin Dani Fromm habe sich Kaliko von seiner Rolle als Back-Up-Rapper von Tech N9ne emanzipiert und stelle „sein breites Spektrum, von Gesang über Rap zur Unendlichkeit und noch viel weiter, […] immer wieder erfolgreich in den Dienst der eigenen Sache.“ Auch die Gastbeiträge andere Rapper werden gelobt, wobei selbst „AutoTune-König“ T-Pain „kaum Schaden“ anrichte. Des Weiteren wird die musikalische Untermalung der meisten Lieder positiv hervorgehoben. So zeichnet Abu Dhabi etwa durch eine „orientalische Klang-Ästhetik“ aus, während eine „verschobene, neblige, unwirklich verzerrte Traumstimmung“ in den Stücken Created A Monster und Dream Of A King herrsche. Dagegen töne Spaz ein „bisschen zu typisch dubsteppig.“ Fromm lobt darüber hinaus die in den Texten zum Ausdruck gebrachte „innere Zerrissenheit, die Selbstzerfleischung und die Qualen, mit denen [Kaliko] seit jeher zu kämpfen hat.“